# Добравиця (Радовлиця)
Добравіца (словен. Dobravica) — поселення в общині Радовліца, Горенський регіон, Словенія. Висота над рівнем моря: 432,7 м.